# Jordan Thomas
Pour les articles homonymes, voir Thomas.
Jordan Thomas est un karatéka anglais né le 10 mars 1992. Il a remporté la médaille d'or en kumite moins de 67 kilos aux championnats d'Europe de karaté 2014 à Tampere. Il est le fils de William Thomas, également champion de karaté.